# Сипивеск
Сипивеск (англ. Sipiwesk Lake) — озеро в провинции Манитоба в Канаде. Расположено в центральной части провинции, севернее озёр Виннипег и Кросс. Одно из больших озёр Канады — площадь водной поверхности 346 км², общая площадь — 454 км², двенадцатое по величине озеро в провинции Манитоба. Высота над уровнем моря 183 метра.
Озеро имеет множество островов, крупнейший из которых — Беар (Bear Island, что в переводе с английского значит «Медвежий остров»), остальные острова (Палмер, Бич, Спенсер, Гамильтон, Ричард Макдональд и ряд других) на порядок меньше. Общая площадь островов равна 108 км².
Основное питание озеро получает от озёр Виннипег и Кросс по реке Нельсон. Сток из озера в северо-восточном направлении по реке Нельсон через озеро Сплит в Гудзонов залив.